# سوني ويست
سوني ويست (بالإنجليزية: Sonny West)‏ هو موسيقي وكاتب أغاني أمريكي، ولد في 30 يوليو 1937.

## وصلات خارجية
- سوني ويست على موقع IMDb (الإنجليزية)
- سوني ويست على موقع ميوزك برينز (الإنجليزية)
- سوني ويست على موقع أول ميوزيك (الإنجليزية)
- سوني ويست على موقع ديسكوغز (الإنجليزية)